# بارك يوتشون
بارك يوتشون (بالكورية: 박유천)‏ (و. 1986  م) هو ممثل، ومغني، وملحن، ومغن مؤلف، وعارض كوري جنوبي، ولد في سول، وهو عضوٌ في جاي واي جاي.

## التعليم
تعلم في جامعة كيونغ هي.

## وصلات خارجية
- بارك يوتشون على موقع IMDb (الإنجليزية)
- بارك يوتشون على موقع ميوزك برينز (الإنجليزية)
- بارك يوتشون على موقع أول موفي (الإنجليزية)
- بارك يوتشون على موقع ديسكوغز (الإنجليزية)
- بارك يوتشون على موقع كينوبويسك (الروسية)